# 愛が生まれた日
「愛が生まれた日」（あいがうまれたひ）は、藤谷美和子と大内義昭によるデュエット曲である。1994年（平成6年）2月21日に日本コロムビアよりリリースされた。

## 解説
藤谷美和子の歌手としてのデビュー・シングルであり、藤谷主演のドラマ『そのうち結婚する君へ』（日本テレビ系）の挿入歌であった。
オリコンチャートでは最高位5位ながらもロングヒットし、1994年7月18日付シングルチャートでミリオンセラーを達成。
累計で132.7万枚を売り上げる大ヒットとなり、藤谷と大内は『第45回NHK紅白歌合戦』への出場、『第36回日本レコード大賞』では優秀賞、『第27回日本有線大賞』では最優秀新人賞、『第27回全日本有線放送大賞』ではグランプリと最優秀新人賞をダブルで受賞した。
発売当初は一般的な流行音楽（J-POP）の一つとして扱われていたが、時を経て演歌・歌謡曲やムード歌謡の一つとしても扱われている。

## 収録曲
1. 愛が生まれた日（藤谷美和子・大内義昭）
  - 作詞：秋元康、作曲：羽場仁志、編曲：萩田光雄
2. わずかの涙（藤谷美和子）
  - 作詞：秋元康、作曲・編曲：後藤次利、コーラスアレンジ：高尾直樹
3. 愛が生まれた日（オリジナル・カラオケ）

## カバー
- 大月みやこが1995年1月21日発売のアルバム『愛愁…』で坂本敏明とのデュエットでカバー。
- 松尾ヒロコが2007年5月23日発売のアルバム『ノスタルジア 〜哀愁舞踏〜』で松尾弘子&Pee名義でカバー。
- 2009年7月18日発売の『VELVET UNDERWORLD drama album fragment story #0 "the fool"』に子安武人のカバーが収録されている。
- John-Hoonが2012年10月31日発売のアルバム『VOICE 2』で国生さゆりとのデュエットでカバー。
- 2012年11月21日発売のBlu-ray＆DVD『となりの怪物くん 1』の完全生産限定版には特典として戸松遥、鈴木達央によりカバーされたCDが付属されている。
- 井上昌己が2013年3月23日発売のアルバム『回想録 〜Calling 90's〜』で中西圭三とのデュエットでカバー。
- jyA-Meが2013年8月7日にリリースしたデュエット・ソング限定のカバー・アルバム『With. Me -Duet Cover-』に、元格闘家の角田信朗とのデュエットを収録している。
- Tiaraが2014年2月12日発売のアルバム『Lady 〜Tiara Love Song Covers〜』で河口恭吾とのデュエットでカバー。
- 2014年12月10日発売のアルバム『愛唱歌』では大内と増田恵子がカバー。（こちらはBS日テレ『歌謡プレミアム』2015年1月推奨歌）
- 2015年4月22日放送のフジテレビ系「水曜歌謡祭」では、工藤静香とKによるデュエットが披露された。[3]
- May J.が2019年4月17日発売のアルバム『平成ラブソングカバーズ supported by DAM』にてデーモン閣下とデュエット。[4]
- 大石まどかが2021年8月4日発売のシングル「茜の炎」のカップリング曲としてダンディ坂野とのデュエットでカバー。